# Mediatheorie
Mediatheorie is theorievorming rond de betekenis van mediaproducten. Deze theorie werd vroeger in vakbladen ontwikkeld, maar wordt tegenwoordig onderzocht in universiteiten, en gedoceerd in de academische discipline mediastudies.

## Filmtheorie
Mediatheorie is vooral begonnen als filmtheorie. Filmtheorie is geïnspireerd uit de methoden van de literatuurwetenschap en de theaterwetenschap. In de jaren vijftig is de auteurstheorie ontstaan. Deze ging ervan uit dat een regisseur van een film onherroepelijk zijn of haar stempel drukt op een film. Een voorbeeld van een regisseur als auteur is Alfred Hitchcock.
Daarna zijn er andere theorieën opgekomen, die soms elkaar weerleggen, en soms naast elkaar bestaan. In de jaren zestig kwam het structuralisme op, een theorie die ervan uitgaat dat de betekenis van een mediaproduct al in het product zelf besloten ligt. Vooral de theoreticus Roland Barthes heeft hier veel over geschreven.
Na het begin van de auteurstheorie zijn er op filmgebied vele theorieën ontstaan over narratologie, geluid, nationale contexten en semiologie.
In filmtheorie staan vooral de vormaspecten centraal.
In Vlaanderen introduceerde professor André Vandenbunder in de jaren 80 en 90 van de 20e eeuw de semiotiek bij filmanalyse. Vooral belichtte hij het belang van de persoon van Charles Peirce (1839-1914) voor de filmanalyse.

## Televisietheorie
In de jaren zeventig begon er theorie rond het medium televisie op te komen. Stuart Hall heeft hierbij voor een paradigmawisseling gezorgd. Hij behoort tot de stroming cultural studies. Stuart Hall ontdekte dat de betekenis van een mediaproduct deels door de maker, en deels door de kijker geconstrueerd wordt. Een maker van een mediaproduct wordt beïnvloed door zijn vroegere ervaringen, en verwerkt dit op een bepaalde manier in een mediaproduct. Wanneer de kijker dit bekijkt, kan hij of zij daar een andere betekenis aan geven dan de maker bedoeld heeft. Ook dit is gebaseerd op ervaringen en gevoelens, maar dan van de kijker. Er moet volgens Stuart Hall dus onderzoek worden gedaan naar mediaproducten, maar ook naar kijkers. Dit model wordt het encoding/decoding model genoemd.
De Nederlandse Ien Ang besloot volgens die theorie kijkers van soaps te onderzoeken. Zij gebruikt de soap Dallas hiervoor, en gebruikte het cultural studies model. Daarnaast is zij de grondlegger van het feminisme binnen televisiestudies. Soaps werden namelijk als laag cultureel product gezien, maar Ien Ang wilde de betekenis van soaps voor huisvrouwen onderzoeken. Daarna kwamen vele feministische
In de jaren tachtig en negentig kwam het postmodernisme op. Dit is een stroming die door vele vakgebieden heen gaat, waaronder mediastudies. Volgens het postmodernisme is er een bombardement aan tekens, die ervoor zorgt dat de mediakijker een overvloed aan beelden over zich heen krijgt. Ook verwijzen deze beelden steeds meer naar elkaar, zoals je bijvoorbeeld in videoclips ziet. Postmoderne theoretici zijn het hiermee eens, maar over de effecten hiervan zijn de meningen verdeeld. Jean Baudrillard vindt dat mensen hierdoor het realiteitsbesef kwijt beginnen te raken. John Fiske vindt juist dat mediakijkers hierdoor extra kritisch worden, en het kaf van het koren kunnen scheiden. Kijkcijfers tonen dit volgens hem aan.
Jacques Derrida heeft niet specifiek mediatheorie geschreven, maar heeft deze wel beïnvloed. Hij beweert met zijn deconstructiedenken dat betekenis nooit vast staat, maar altijd in beweging is. Doordat betekenis altijd in beweging is, stelt hij dat alle mediaproducten daardoor betekenisloos zijn.
In televisietheorie staat vooral de politieke en sociologische elementan van televisie centraal.

## Nieuwe mediatheorie
Ook over nieuwe media zijn vele theorieën geschreven. Deze theorieën zijn vaak al veel ouder dan  het internet, en gaan vooral over computer-mediated communication, virtual reality en games. Belangrijke theoretici zijn Vannevar Bush en Neil Postman.
In nieuwe mediatheorie staat vooral de vernieuwing van deze nieuwe media tegenover oudere media centraal.

## Stromingen
- Structuralisme
- Post-structuralisme
- Marxisme (o.a. Frankfurter Schule)
- Gender en Feminisme
- Postmodernisme
- Cultural studies
- Auteurstheorie
- Semiologie
- Deconstructie

## Wetenschappers
- Louis Althusser
- Ien Ang
- Roland Barthes
- Jean Baudrillard
- Walter Benjamin
- David Bordwell
- Pierre Bourdieu
- Judith Butler
- Charlotte Brunsdon
- John Fiske
- Michel Foucault
- Antonio Gramsci
- Stuart Hall
- Marshall McLuhan
- Jean-François Lyotard
- David Morley
- Neil Postman
- Janice Radway
- Janice Winship
- Raymond Williams

## Verder lezen
- Ang, Ien. Het geval Dallas.
- Bordwell, David, Kristin Thompson. Film Art: an Introduction.
- Bordwell, David, Kristin Thompson. Film History.
- Creeber, Glen. The Television Genre Book.
- Cousins, Marc. Close Up: Wereldgeschiedenis van de Film.
- Hall, Stuart. "Representation: cultural representations and signifying practices."
- Hermes, Joke, Maarten Reesink. Inleiding Televisiestudies.
- Lister et al. New Media: a Critical Introduction.
- Newcomb, Horace. Television: The Critical View.
- Pisters, Patricia. Lessen van Hitchcock: Inleiding in Mediatheorie.
- Storey, John. Cultural Theory and Popular Culture: an Introduction.